# 尹文子
《尹文子》是先秦名家和黄老道家學者尹文的哲學著作，全書一篇，分上下二卷，六千餘字，文體為語錄體。書中主要是以尹文的形名理論為主軸，最後歸於政治之道。思想是以名家為主，兼融了儒、道、墨、法諸家學說。在名家學術發展上，是繼承了鄧析之脈，開啟公孫龍之學的承先啟後之作。
《汉书·艺文志》有《尹文子》一篇，《世本》中记载《尹文子》有五篇。今本《尹文子》的真偽迭經學者爭論，目前一般認為此書是真書，但後人在修訂過程中或許有些補輯或篡改。